# خوسيه رودريغو أندرادي راموس
خوسيه رودريغو أندرادي راموس (بالبرتغالية: José Rodrigo Andrade Ramos‏) (1 يونيو 0097 - ) هو لاعب كرة قدم برازيلي في مركز الوسط.

## وصلات خارجية
- خوسيه رودريغو أندرادي راموس على موقع قاعدة بيانات كرة القدم.إي يو (الإنجليزية)
- خوسيه رودريغو أندرادي راموس على موقع Soccerway.com (الإنجليزية)